# 布倫特·雷諾
布倫特·安東尼·雷諾（英語：Brent Anthony Renaud，1971年10月13日—2022年3月13日），是美國記者、作家、紀錄片製片人和攝影記者。雷諾曾是《紐約時報》的撰稿人，他與的兄弟克雷格·雷諾一起為HBO和Vice新聞等媒體製作電影。烏克蘭官員於2022年3月13日稱，雷諾在報導俄羅斯入侵烏克蘭時在基輔附近的郊區被殺。

## 生平
雷諾出生在田納西州的孟菲斯，在阿肯色州的小石城長大。他在小石城和紐約市生活和工作。布倫特·雷諾與他的兄弟克雷格合作製作了一系列電影和電視節目，主要關注來自世界熱點的人文故事。他們報導了伊拉克戰爭和阿富汗戰爭、2010年海地地震、埃及和利比亞的政治危機、非洲的衝突、墨西哥毒品戰爭以及中美洲的難民危機。
他們在電視和新聞界贏得多個獎項，因著他們的影片系列《高中最後機會》（Last Chance High）贏得2015年皮博迪獎。兄弟倆所執導的紀錄片《冰毒風暴》（Meth Storm），於2017年在HBO紀錄片頻道上映。2019年，雷諾被任命為阿肯色大學客座教授。同年雷諾獲得尼曼獎學金，他與兄弟在一起，成為普利策中心的受助人。此外，他們還創辦了小石城電影節。

## 死亡
雷諾在烏克蘭基輔州伊爾平被俄羅斯士兵開槍打死，當時他正在報導2022年俄羅斯對烏克蘭的入侵。另外兩名記者受傷並送往醫院。其中一位名叫胡安·阿雷東多（Juan Arredondo）的人後來在推特上說，這群記者正在拍攝平民從伊爾平的一座橋上撤離，当路过检查站时，士兵（未说明阵营）瞄準了他們，朝雷諾的脖子開了一槍 。
雷諾是2022年俄羅斯對烏克蘭的入侵中首名殉職的記者。

## 作品
- 《勇士冠軍：從巴格達到北京》（Warrior Champions: From Baghdad to Beijing），由布倫特和克雷格·雷諾執導的紀錄片。[12][13]